# Triple Crown (ippica)
La Triple Crown (per esteso: Triple Crown of Thoroughbred Racing, che significa "Triplice corona dei purosangue da corsa"; il nome per esteso è utilizzato per non confonderlo con altre discipline sportive) è una disciplina sportiva ippica molto prestigiosa che si compone di tre gare accessibili ai purosangue da corsa di età massima di tre anni.
Vincerle tutte e tre è considerata la più grande realizzazione per la carriera dei cavalli da corsa partecipanti. Negli ultimi anni, la Triple Crown è diventata una conquista molto rara, dato che la maggior parte dei cavalli da corsa viene preparata per cimentarsi in distanze molto più limitate.

## Stati Uniti

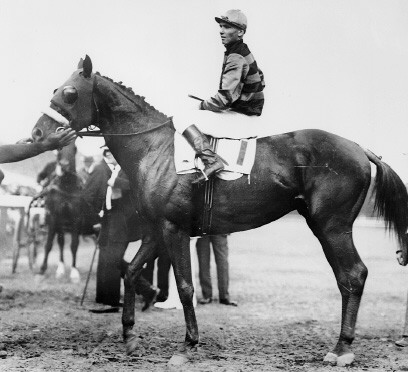
Sir Barton 1° vincitore della Triple Crown statunitense montato da Johnny Loftus al Preakness nel 1919

Negli Stati Uniti la Triple Crown consiste:
- Kentucky Derby, circa 1,25 miglia (2,01 km) a Churchill Downs a Louisville, Kentucky;
- Preakness Stakes, oltre 1,1875 miglia (1,91 km) a Pimlico Race Course di Baltimora, Maryland;
- Belmont Stakes, più di 1,50 miglia (2,41 km) a Belmont Park di Elmont, New York.

La Triple Crown inizia con il Kentucky Derby, il primo sabato di maggio. Il Preakness Stables segue due settimane più tardi e il Belmont Stakes è a distanza di tre settimane dalla seconda gara. In 100 anni di storia della gara, negli Stati Uniti, sono solo 11 i cavalli che si sono aggiudicati la Triple Crown. Dal 1978 al 2015, per 37 anni, questo premio non è stato più vinto da alcun cavallo.

### Vincitori della Triple Crown statunitense
I vincitori della Triple Crown statunitense sono stati:
| Anno | Vincitore        | Fantino            | Allenatore             | Proprietario                    |
| 1919 | Sir Barton       | Johnny Loftus      | H. Guy Bedwell         | J. K. L. Ross                   |
| 1930 | Gallant Fox      | Earl Sande         | Jim Fitzsimmons        | Belair Stud                     |
| 1935 | Omaha            | Willie Saunders    | Jim Fitzsimmons        | Belair Stud                     |
| 1937 | War Admiral      | Charley Kurtsinger | George Conway          | Samuel D. Riddle                |
| 1941 | Whirlaway        | Eddie Arcaro       | Ben A. Jones           | Calumet Farm                    |
| 1943 | Count Fleet      | Johnny Longden     | G. Donald Cameron      | Fannie Hertz                    |
| 1946 | Assault          | Warren Mehrtens    | Max Hirsch             | King Ranch                      |
| 1948 | Citation         | Eddie Arcaro       | Horace A. Jones        | Calumet Farm                    |
| 1973 | Secretariat      | Ron Turcotte       | Lucien Laurin          | Meadow Stable                   |
| 1977 | Seattle Slew     | Jean Cruguet       | William H. Turner, Jr. | Karen L. Taylor                 |
| 1978 | Affirmed         | Steve Cauthen      | Laz Barrera            | Louis Wolfson, Harbor View Farm |
| 2015 | American Pharoah | Victor Espinoza    | Bob Baffert            | Ahmed Zayat                     |
| 2018 | Justify          | Mike Smith         | Bob Baffert            | WinStar Farm                    |

## Negli altri Paesi

### Regno Unito

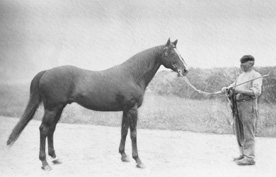
Flying Fox, vincitore della Triple Crown Regno Unito nel 1899

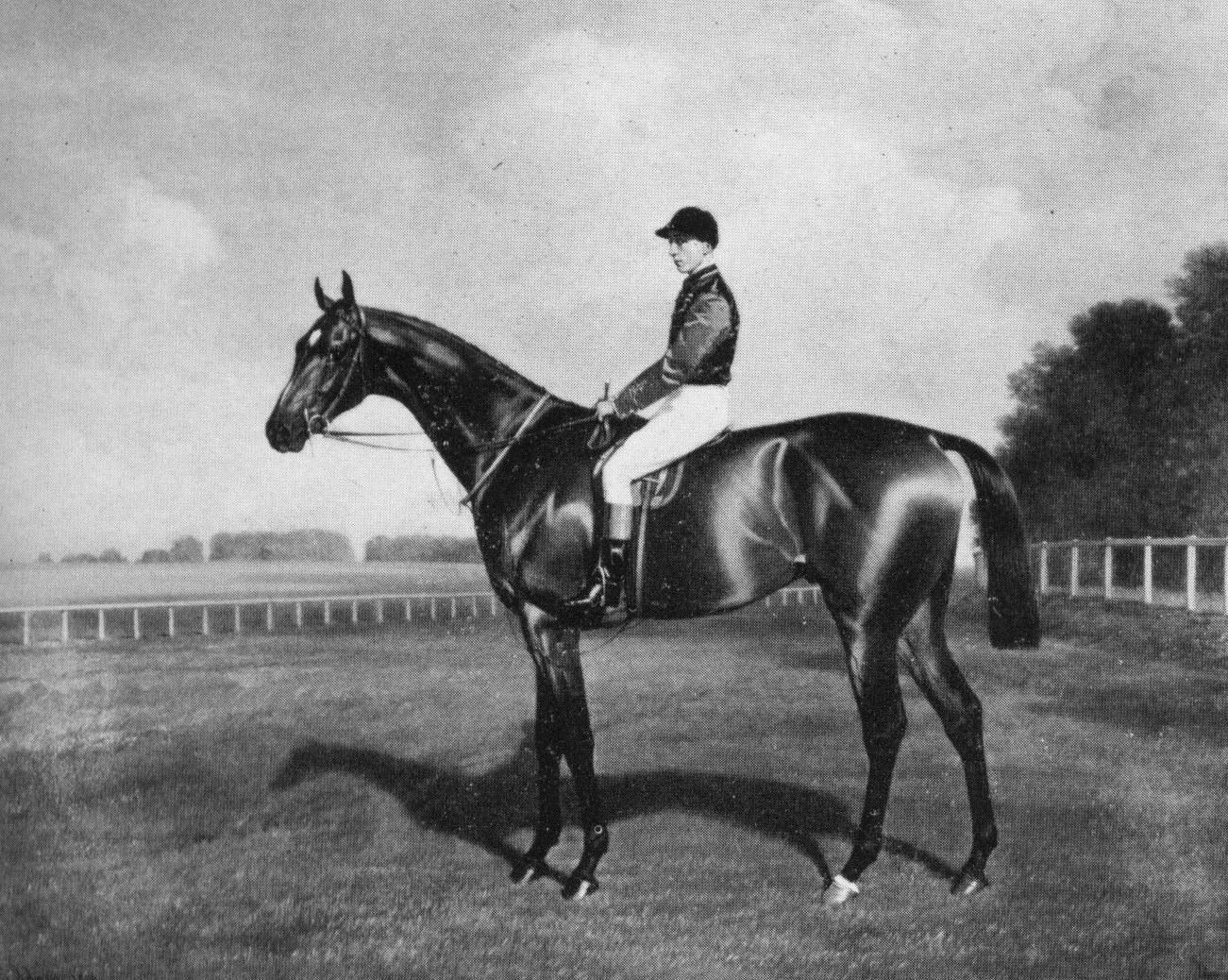
Diamond Jubilee, vincitore della Triple Crown Regno Unito nel 1900

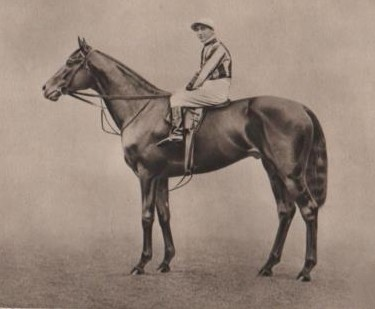
Pommern, vincitore della Triple Crown Regno Unito nel 1915

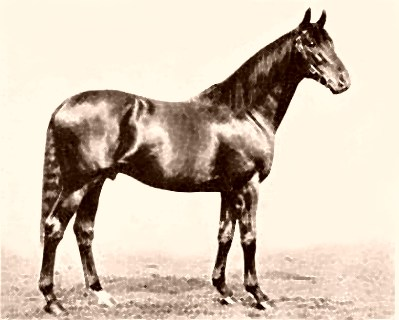
Gainsborough, vincitore della Triple Crown Regno Unito nel 1918

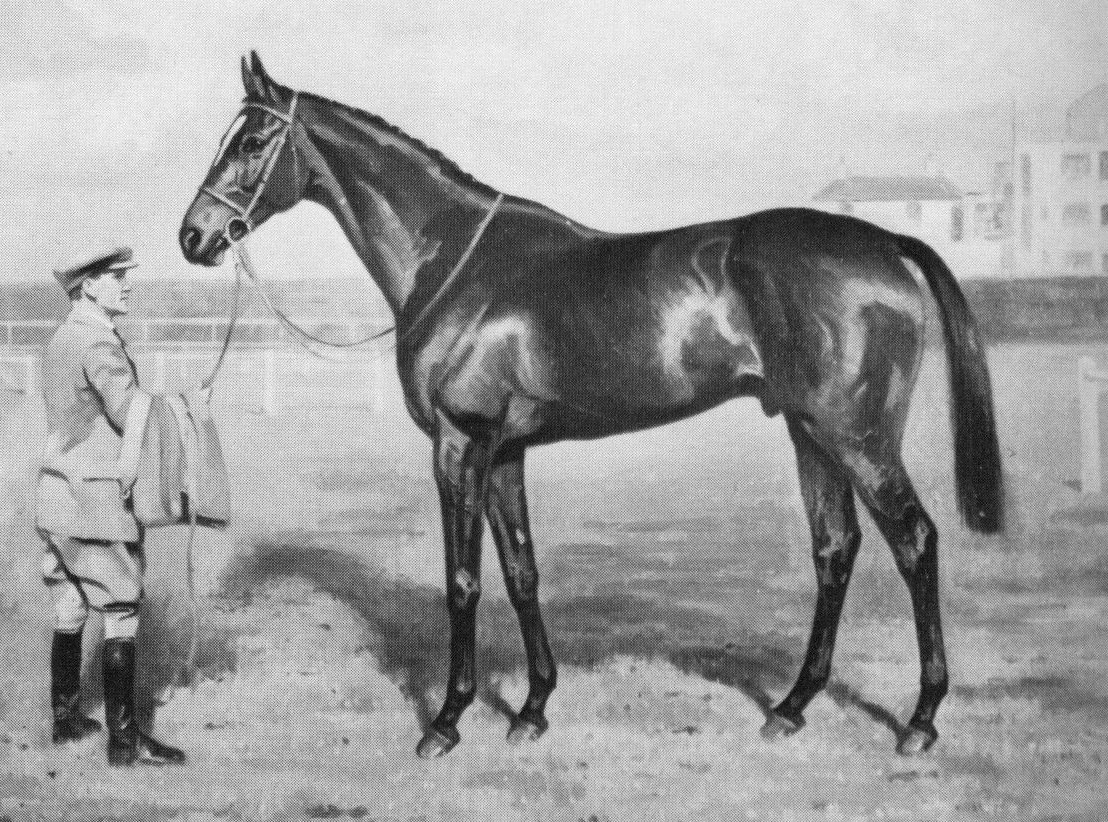
Bahram, vincitore della Triple Crown Regno Unito nel 1935

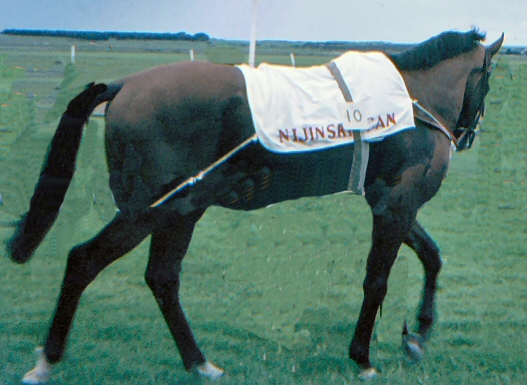
Nijinsky, ultimo vincitore della Triple Crown Regno Unito nel 1970

Nel Regno Unito la Triple Crown consiste:
- 2,000 Guineas Stakes, circa 1 miglio (1,61 km), a Newmarket Racecourse in Newmarket, Suffolk;
- Epsom Derby, circa 1 miglio e 4 (2,423 km) a Epsom Downs Racecourse in Epsom, Surrey;
- St Leger Stakes , oltre 1 miglio e 6 (2,937 km) a Town Moor in Doncaster, Yorkshire.

#### Vincitori della Triple Crown Regno Unito
(Fino al 1970):
| Anno | Vincitore       | Fantino        | Allenatore        | Proprietario              |
| 1853 | West Australian | Frank Butler   | John Scott        | John Bowes                |
| 1865 | Gladiateur      | Harry Grimshaw | Tom Jennings, Sr. | Frédéric de Lagrange      |
| 1866 | Lord Lyon       | Harry Custance | James Dover       | Richard Sutton            |
| 1886 | Ormonde         | Fred Archer    | John Porter       | Duca di Westminster       |
| 1891 | Common          | George Barrett | John Porter       | Sir Frederick Johnstone   |
| 1893 | Isinglass       | Tommy Loates   | James Jewitt      | Harry L. B. McCalmont     |
| 1897 | Galtee More     | Charlie Wood   | Sam Darling       | John Gubbins              |
| 1899 | Flying Fox      | Morny Cannon   | John Porter       | Duca di Westminster       |
| 1900 | Diamond Jubilee | Herbert Jones  | Richard Marsh     | Edoardo VII d'Inghilterra |
| 1903 | Rock Sand       | Danny Maher    | George Blackwell  | Sir James Miller          |
| 1915 | Pommern         | Steve Donoghue | Charles Peck      | Solly Joel                |
| 1917 | Gay Crusader    | Steve Donoghue | Alec Taylor, Jr.  | Alfred W. Cox             |
| 1918 | Gainsborough    | Joseph Childs  | Alec Taylor, Jr.  | Lady James Douglas        |
| 1935 | Bahram          | Freddie Fox    | Frank Butters     | Sultano HH Aga Khan III   |
| 1970 | Nijinsky        | Lester Piggott | Vincent O'Brien   | Charles W. Engelhard, Jr. |

### Irlanda
In Irlanda la Triple Crown è modellata sull'equivalente inglese e consiste:
- Irish 2,000 Guineas;
- Irish Derby;
- Irish St. Leger;

Tutte e tre le corse si tengono al The Curragh Racecourse, abbreviato semplicemente in The Curragh, il circuito ippico irlandese più importante, vicino a Newbridge, County Kildare, Repubblica d'Irlanda.

### Canada
In Canada la Triple Crown è stata istituita nel 1959 e comprende:
- Queen's Plate, a Woodbine Racetrack, Etobicoke (Toronto - Ontario) in giugno;
- Prince of Wales Stakes, al Fort Erie Race Track, Fort Erie (Ontario) in luglio;
- Breeders' Stakes di nuovo al Woodbine Racetrack, Etobicoke (Toronto - Ontario) in agosto;

I sette vincitori della Triple Crown canadese sono stati (fino al 2003):
- New Providence (1959);
- Canebora (1963);
- With Approval (1989);
- Izvestia (1990);
- Dance Smartly (1991);
- Peteski (1993);
- Wando (2003)

### Giappone
In Giappone si corrono due serie di gare denominate Triple Crown:
1. La Japanese Triple Crown, che comprende:
- Satsuki Sho (2000 Guineas giapponese), al Nakayama Racecourse in Funabashi, Chiba;
- Tokyo Yushun (Japanese Derby), al Tokyo Racecourse in Fuchu, Tokyo;
- Kikuka Sho (Japanese St.Leger), al Kyoto Racecourse in Kyoto, Kyoto;

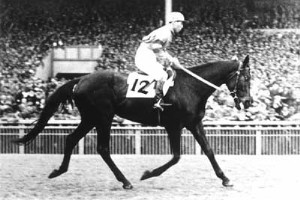
St Lite, 1° vincitore della Triple Crown giapponese nel 1941

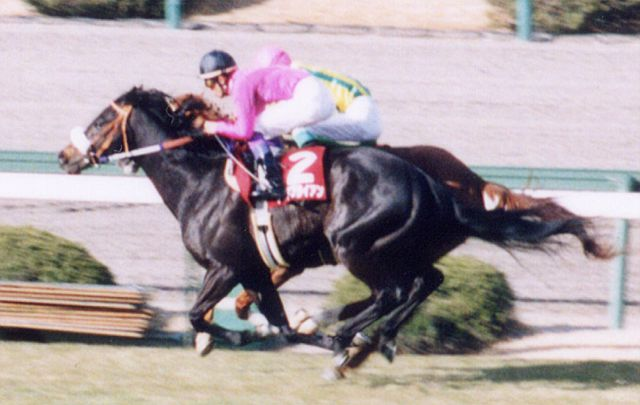
Narita Brian, vincitore della Triple Crown giapponese nel 1994

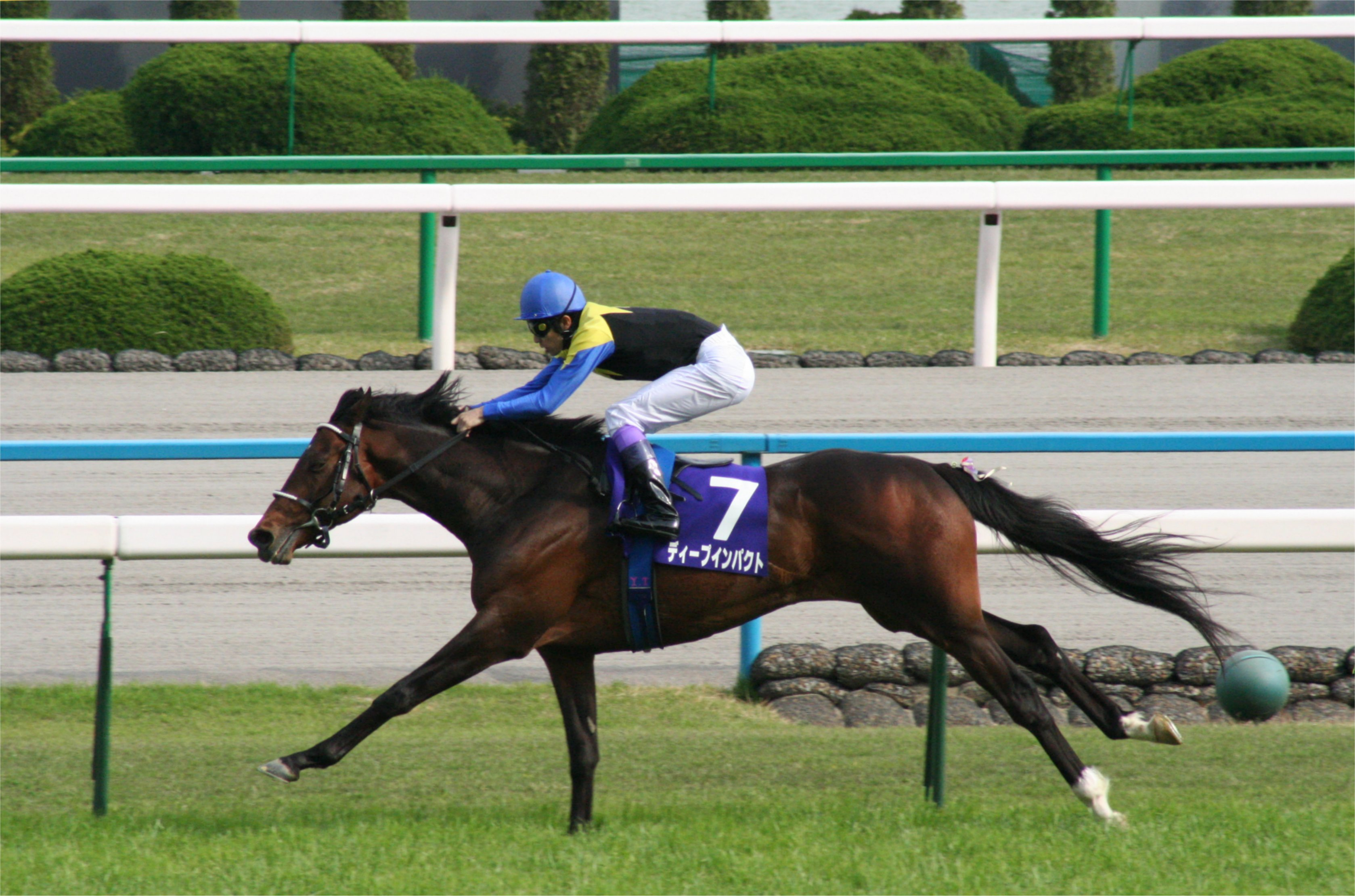
Deep Impact, ultimo vincitore della Triple Crown giapponese nel 2005

I sette vincitori della Japanese Triple Crown sono stati (fino al 2011):
- St Lite (1941);
- Shinzan (1964);
- Mr. C.B. (1983);
- Symboli Rudolf (1984);
- Narita Brian (1994);
- Deep Impact (2005);
- Orfevre (2011);

2. La Japanese Fillies' Triple Crown, che comprende:
- Oka Sho (Japanese 1000 Guineas), al Hanshin Racecourse in Takarazuka, Hyogo;
- Yushun Himba (Japanese Oaks), al Tokyo Racecourse in Fuchu, Tokyo;
- Shuka Sho (1996 -), al Kyoto Racecourse in Kyoto, Kyoto/the Queen Elizabeth II Commemorative Cup (1976-1995);

I tre vincitori della Japanese Fillies' Triple Crown sono stati (fino al 2010):
- Mejiro Ramonu (1986);
- Still in Love (2003)
- Apapane (2010)[6]

### Cina
In Cina la Triple Crown si corre al Sha Tin Racecourse, Hong Kong e consiste in tre gare con una distanza più ampia l'una dopo l'altra:
- Hong Kong Steward's Cup di 0,99 miglia (1,6 km) nel mese di gennaio;
- Hong Kong Gold Cup di 1,2 miglia (2 km), nel mese di febbraio;
- Hong Kong & Chater Champions Cup di 1,5 miglia (2,4 km), nel mese di maggio;

Il solo e unico cavallo che ha vinto la Triple Crown cinese è River Verdon (fino al 1994).

### Cile
In Cile la Triple Crown comprende:
- Clásico El Ensayo, Club Ipipico di Santiago;
- Clásico St' Leger, Ippodromo del Cile, Independencia;
- El Derby, Valparaiso Sporting Club, Vina del Mar, Regione Valparaiso;

### Uruguay
In Uruguay la Triple Crown comprende:
- Gran Premio Polla de Potrillos;
- Gran Premio Jockey Club;
- Gran Premio Nacional;

### Ecuador
In Ecuador dal 1980 si corrono due serie di gare denominate Triple Crown:
1. La Ecuador Triple Crown, che comprende:
- Clásico Estreno Dr. Raúl Lebed Sigall, at Hipódromo BUIJO in Samborondón;
- Clásico Polla Nacional Sr. Agustin Febres Cordero, all'Hipódromo BUIJO in Samborondón;
- Clásico Derby Nacional Sr.Benjamin Rosales A., all'Hipódromo BUIJO in Samborondón;

2. La Ecuador Fillies' Triple Crown, che comprende:
- Clásico Ing. Carlos San Andres, all'Hipódromo BUIJO in Samborondón;
- Clásico Sr. Eduardo Jairala F, all'Hipódromo BUIJO in Samborondón;
- Clásico Abogado Carlos Julio Arosemena Peet, all'Hipódromo BUIJO in Samborondón;

Prima del 1980 consisteva:
- Clásico Nelson Uraga Suarez, all'Hipódromo Santa Cecilia in Guayaquil;
- Clásico Enrique Guzman Aspiazu, all'Hipódromo Santa Cecilia in Guayaquil;
- Clásico Inginiero Ignacio De Icaza Aspiazu, all'Hipódromo Santa Cecilia in Guayaquil;

### Venezuela
Dal 1959 anche in Venezuela si corrono due serie di gare denominate Triple Crown:
1. La Venezuelan Official Triple Crown, che comprende:
- Clásico José Antonio Páez, all'Hipódromo La Rinconada a Caracas;
- Clásico Cría Nacional (former Clásico Ministerio de Agricultura y Cría), all'Hipódromo La Rinconada a Caracas;
- Clásico República de Venezuela (Venezuelan Derby), all'Hipódromo La Rinconada a Caracas;

2. La Venezuelan Fillies' Triple Crown, che comprende:
- Clásico Hipódromo La Rinconada, all'Hipódromo La Rinconada a Caracas;
- Clásico Prensa Hípica Nacional, all'Hipódromo La Rinconada a Caracas;
- Clásico General Joaquín Crespo, all'Hipódromo La Rinconada a Caracas;

I vincitori della Triple Crown venezuelana sono stati (fino al 2007):
- Gradisco (1960);
- El Corsario (1972);
- Iraquí (1985);
- Catire Bello (1992);
- Polo Grounds (2005);
- Taconeo[8] (2007).

## Galleria d'immagini
Di seguito delle immagini raffiguranti alcuni dei vincitori della Triple Crown:

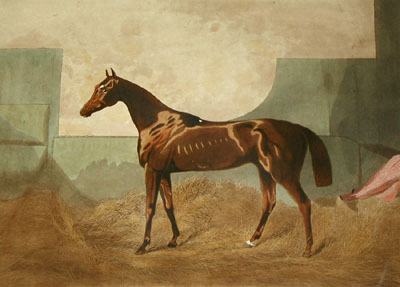
Gladiateur, vincitore del 1865 nel Regno Unito
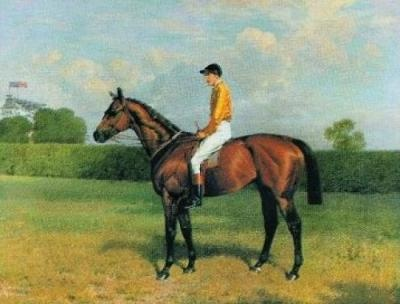
Ormonde, vincitore del 1886 nel Regno Unito
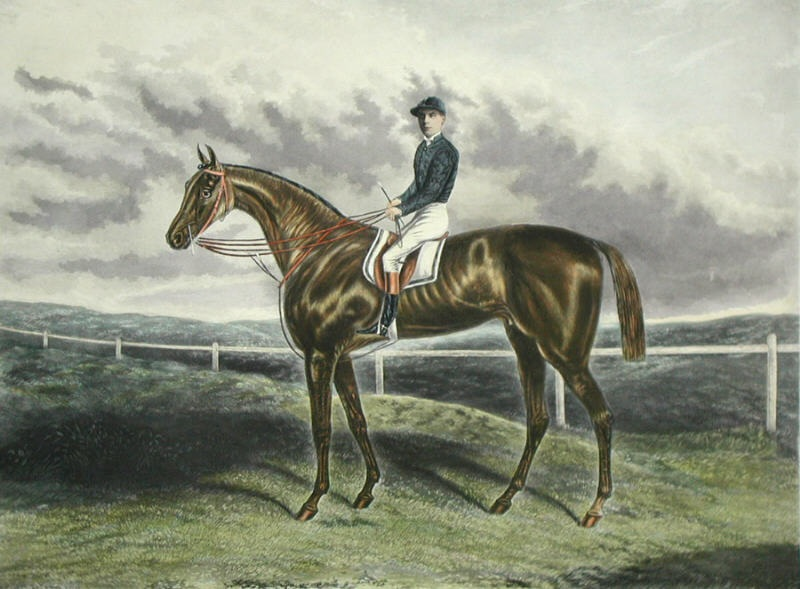
Isinglass, vincitore del 1893 nel Regno Unito
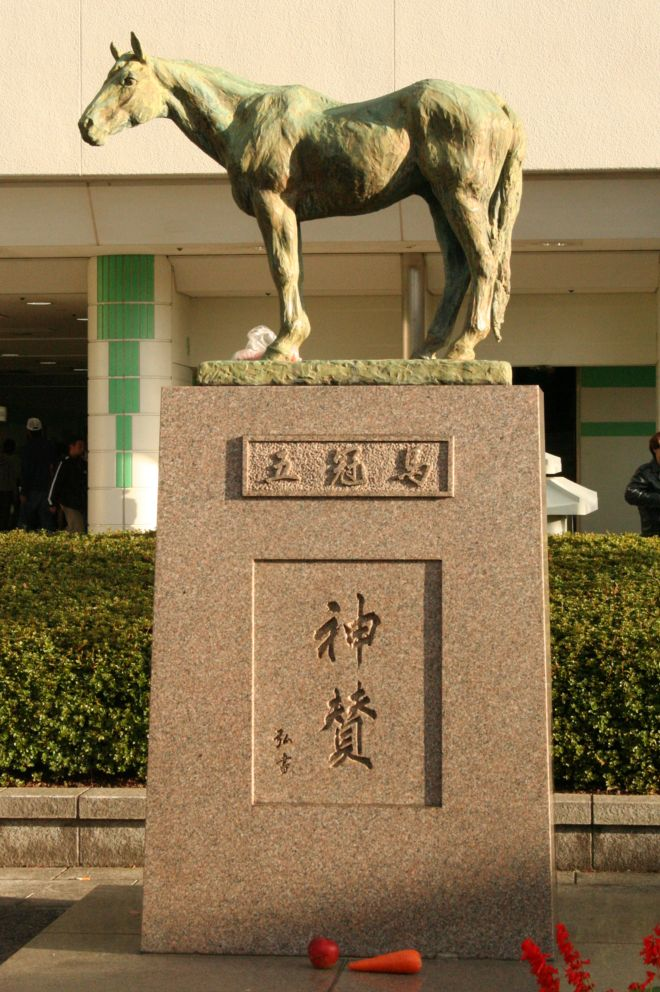
Shinzan, vincitore del 1964 in Giappone